# Charlottenpolder
Charlottenpolder ist ein Ortsteil der Gemeinde Bunde im Landkreis Leer in Ostfriesland. 

## Lage und Gebiet
Charlottenpolder liegt westlich von Bunde. Der 255 Hektar große Polder mit sehr fruchtbaren Kalkmarschböden wurde 1682 eingedeicht. Charlottenpolder liegt in Höhen zwischen 0,3 Meter über und bis 0,3 Meter unter dem Meeresspiegel. Das tiefliegende Gebiet wird nach Norden über das Mühlentief entwässert.

## Geschichte
Der 1682 eingedeichte Polder wird erstmals 1719 unter seinem heutigen Namen urkundlich aufgeführt. Er ist nach der ostfriesischen Fürstin Christine Charlotte (1665–1690) benannt, welche die Eindeichung vorangetrieben hatte. Zunächst organisierten sich die Siedler offenbar nicht als Gemeinde. Der Polder gehörte zur Vogtei Bunde und damit zum Amt Leerort und ab 1817 zum Amt Weener. Nach der Annexion des Königreich Hannover durch Preußen im Jahre 1866 wurden 1885 die Ämter aufgelöst und Kreise gebildet; vielfach wurden die Ämter direkt zu Kreisen oder aus mehreren Ämtern (oder Teilen der Ämter) wurde ein Kreis gebildet. Charlottenpolder gehörte seither zum Landkreis Weener, der seit 1932 Teil des Landkreises Leer ist.
Bis zum 1. Januar 1973 war die Streusiedlung eine eigenständige Gemeinde, ehe sie im Zuge der niedersächsischen Verwaltungsreform in den Flecken Bunde eingegliedert wurde.